# Volkswagen ID
Volkswagen ID (pour Intelligent Design) est une gamme de voitures électriques à batterie fabriquées par le constructeur automobile allemand Volkswagen. Le premier modèle est l'ID.3 commercialisée à partir de 2020.

## Présentation
Avec le lancement de cette gamme, le constructeur de Wolfsburg souhaite tourner la page du Dieselgate,,, scandale industriel lié à l'utilisation par le groupe Volkswagen, de 2009 à 2015, de différentes techniques visant à réduire frauduleusement les émissions polluantes (NOx et CO2) de certains de ses moteurs diesel et essence lors des tests d'homologation. L'affaire Volkswagen concerne essentiellement une violation de la loi aux États-Unis.
Le constructeur se lance alors dans la production de véhicules électriques en proposant de nouveaux modèles dont le nom commence par ID. suivi d'un chiffre définissant sa position dans la gamme.

## Véhicules de série

### ID.7
La Volkswagen ID.7 est présentée revêtue d'un camouflage électroluminescent au Consumer Electronics Show 2023 à Las Vegas.

## Concept cars et prototypes

### I.D. Concept (2016)
L'I.D. Concept est un  concept-car de monospace autonome électrique présenté au Mondial de l'automobile de Paris 2016. Il préfigure la version de série de l'ID.3.

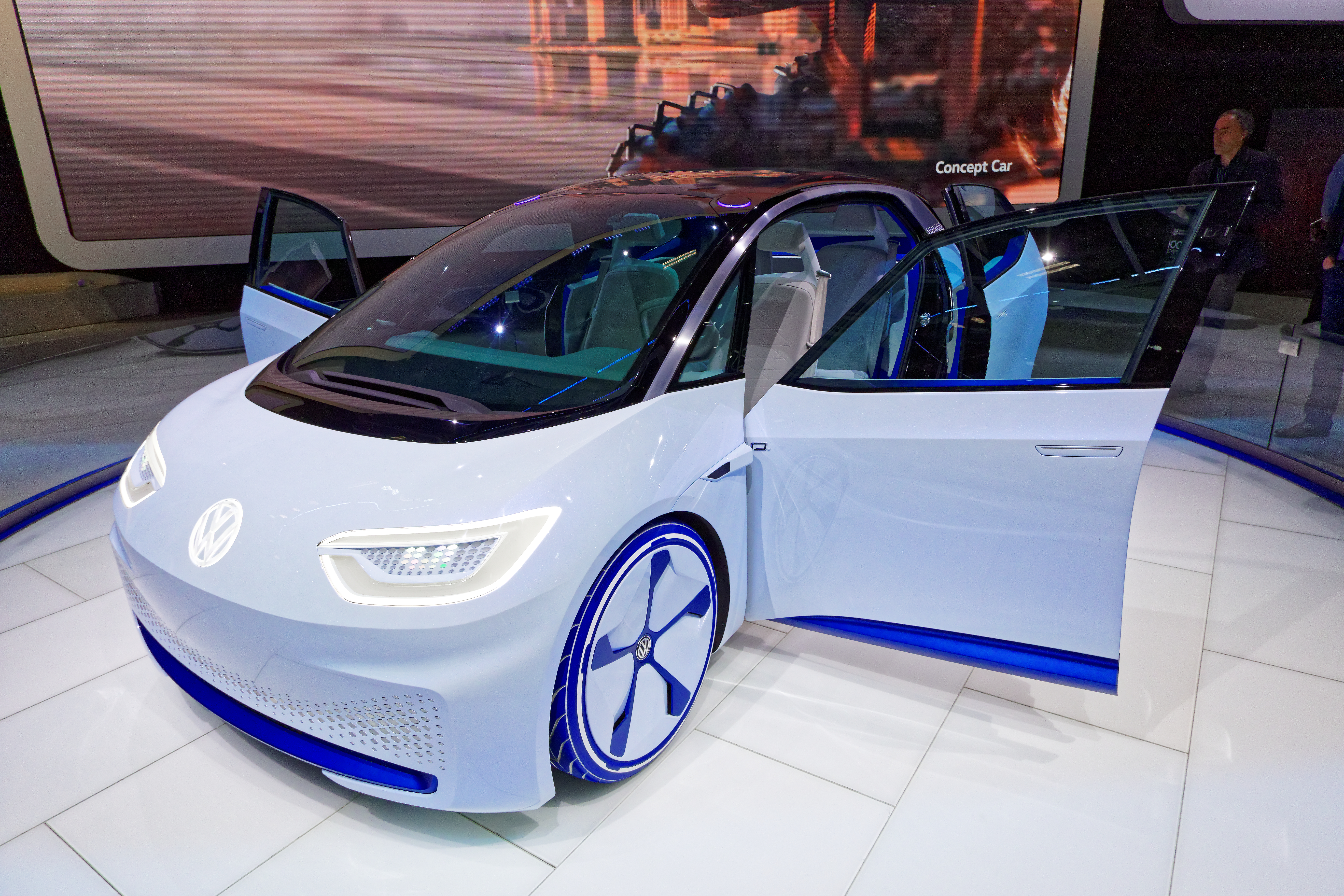
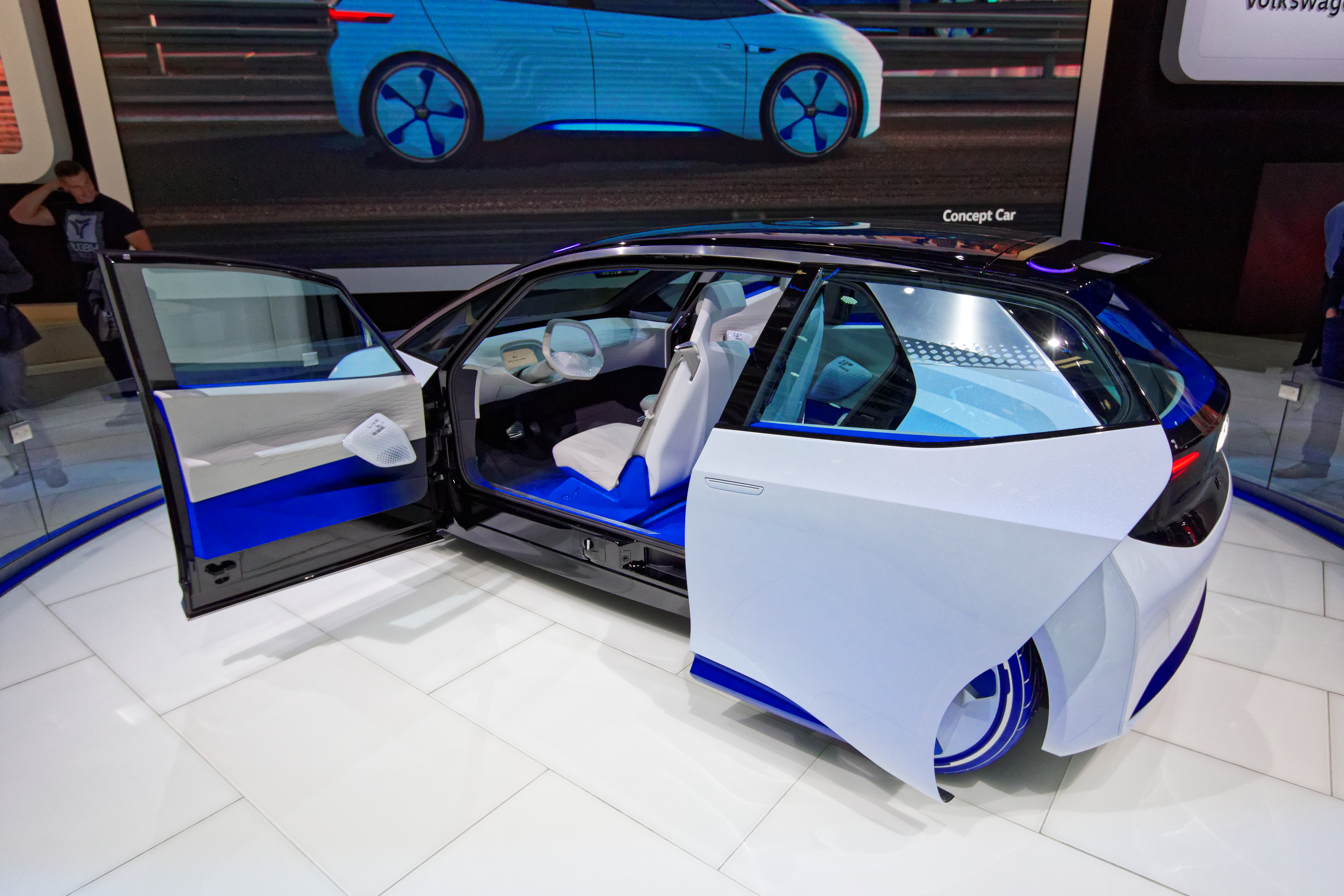
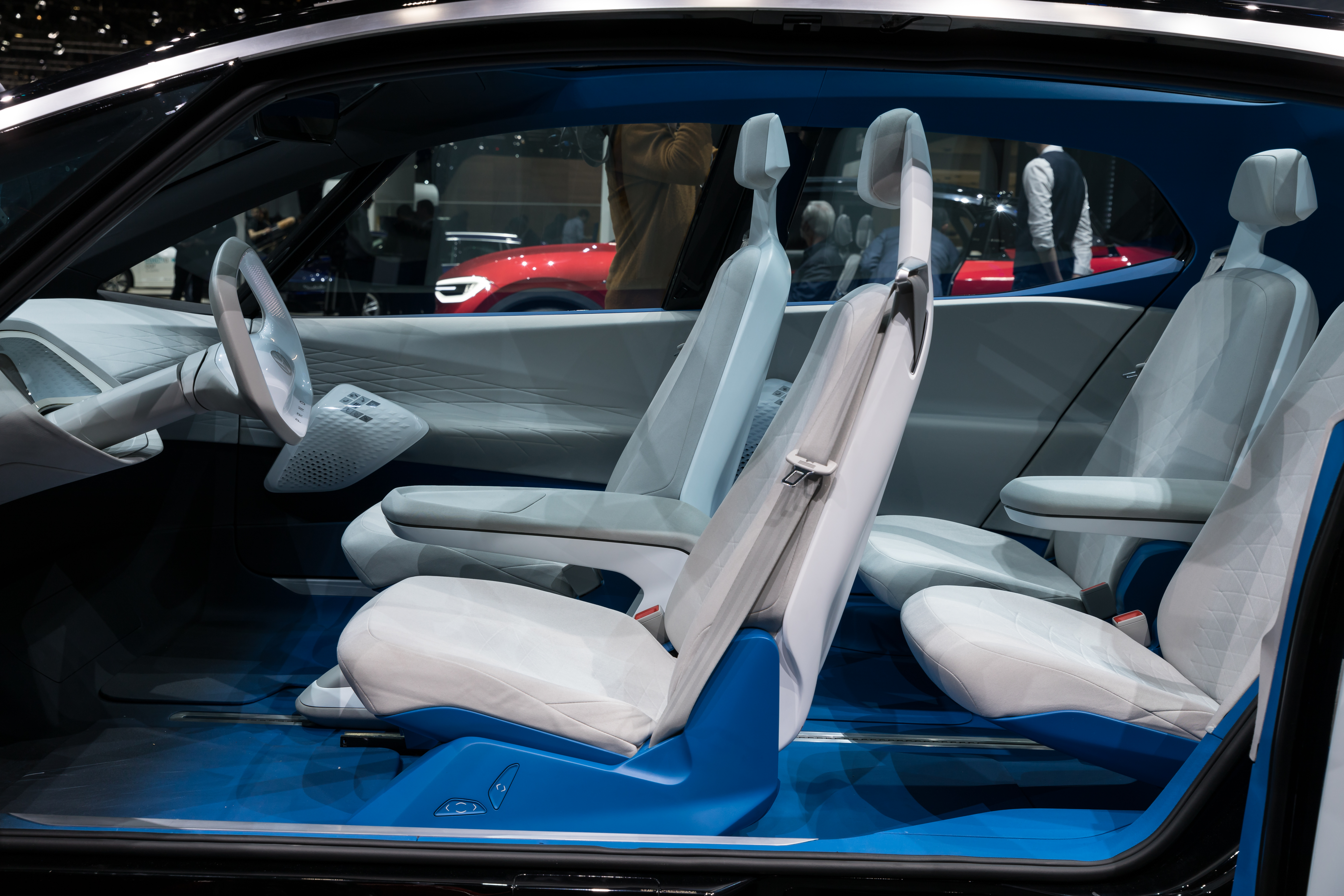

### I.D. Buzz (2017)
L'I.D Buzz est un concept car de monospace électrique dévoilé au salon de Détroit 2017 préfigurant le futur Combi électrique produit à partir de 2022.

### I.D. Buzz Cargo (2018)
L'ID. Buzz Cargo est la version version utilitaire et tôlée du concept car I.D. Buzz présentée en septembre 2018 au salon du véhicule utilitaire à Hanovre.

### ID. Crozz (2017)
L'ID. Crozz est un concept car de SUV électrique présenté au salon de l'automobile de Shanghai en avril 2017. Il préfigure la version de série de l'ID.4.

### ID. Vizzion (2018)
L'ID. Vizzion est un concept car de berline électrique présentée au salon international de l'automobile de Genève 2018.

### ID. Space Vizzion (2019)
Présenté au salon de Los Angeles 2019, l'ID. Space Vizzion est un grand break électrique.

### ID. Buggy (2019)
L'ID. Buggy est, comme son nom l'indique, un buggy électrique présenté sous la forme d'un concept car au salon international de l'automobile de Genève 2019.

### ID. Roomzz (2019)
La Volkswagen ID. Roomzz est un concept car de SUV électrique présenté au salon de Shanghai 2019.
Ses portes avant et arrière sont coulissantes et s'ouvrent électriquement de façon opposées pour libérer l'accès à l'habitacle qui ne comprend pas de montant central.

### ID. Life (2021)
Le concept ID. Life est une petite citadine polyvalente électrique présentée au salon de l'automobile de Munich 2021.

### I.D. Buzz AD (2021)
L'I.D. Buzz AD est un prototype de développement du futur Volkswagen ID. Buzz, présenté en marge du salon de Munich 2021, pour développer la conduite autonome du modèle (AD signifie Autonomous Driving) dans le cadre du service de covoiturage sans conducteur de la marque du groupe Volkswagen dédiée aux nouvelles mobilités MOIA.

### ID.Aero (2022)
Le concept car de berline électrique ID. Aero est présenté le 27 juin 2022.

### ID.2all (2023)
Le concept-car à hayon électrique ID.2all est présenté le 15 mars 2023. Il préfigure la prochaine citadine électrique ID.2, remplaçante de la Volkswagen Polo.
L'ID.2all est dotée d'un moteur électrique d'une puissance de 166 kW (226 ch), placé à l'avant, et associé à une batterie d'une capacité de 56 kWh offrant une autonomie de 450 km. Elle repose sur la dernière évolution de la plateforme technique MEB dans sa version Entry, permettant à l'ID.2all d'inaugurer la transmission électrique avant alors que les autres modèles de la gamme ID sont des propulsions.

### ID. GTI
L'ID. GTI Concept est une version sportive de l'ID.2all présentée au salon de l'automobile de Munich 2023

### ID.X Performance
Le Volkswagen ID.X Performance Concept est présenté en septembre 2023 au rassemblement ID. Treffen de Locarno en Suisse. Il est basé sur la Volkswagen ID.7, doté de deux moteurs électriques pour une puissance de 550 ch.

### ID. Code
Le Volkswagen ID. Code Concept est présenté le 24 avril 2024 au salon de l'automobile de Pékin.